# Pułk Starosty Jahorlickiego
Pułk Starosty Jahorlickiego - oddział jazdy Armii Koronnej.

## Struktura organizacyjna
Pancerni
- jedna chorągiew  100 koni

Jazda lekka
- jedna chorągiew – 100 koni
- dwie chorągwie po 70 koni
- cztery chorągwie po 60 koni

Razem w pułku: 8 chorągwi; 560 koni